# 片倉邦雄
片倉 邦雄（かたくら くにお、1933年〈昭和8年〉10月22日 - ）は、日本の外交官。湾岸戦争時にイラク駐箚特命全権大使を務めた。

## 経歴・人物
1933年（昭和8年）10月22日、東京に生まれる。本籍地は宮城県。片倉家は伊達政宗の乳母喜多の名跡を継いだ田村宗顕の後裔に当たる。夫人は民族学者の片倉もとこ。
旧制宮城県佐沼中学校（現在の宮城県佐沼高等学校）、東京都立戸山高等学校を経て、1953年（昭和28年）4月、東京大学教養学部理科Ⅱ類に入学する。1954年（昭和29年）4月、東大教養学部文科Ⅰ類に入学する。1957年（昭和32年）から1958年（昭和33年）までダートマス大学に留学した。1959年（昭和34年）東大法学部公法科に戻り、在学中の同年9月、外務公務員採用上級試験に合格する。1960年（昭和35年）東京大学法学部を卒業し、外務省に入省する。1960年から1963年までロンドン大学東洋アフリカ研究学院（the School of Oriental and African Studies, 通称 SOAS）、レバノン英国外務省所属アラビア語研修センター（MECAS）、カイロ大学に留学する。
1971年（昭和46年）国連代表部一等書記官。1976年（昭和51年）4月、外務省中近東アフリカ局中近東第二課長。1980年（昭和55年）7月、駐イラン大使館参事官。1983年（昭和58年）4月、駐英国公使。チャタム・ハウス（王立国際問題研究所）客員研究員を兼ねる。1984年（昭和59年）4月、バンクーバー総領事。1986年（昭和61年）アラブ首長国連邦駐箚特命全権大使。1990年（平成2年）イラク駐箚特命全権大使。1991年（平成3年）国際交流基金専務理事。1994年（平成6年）エジプト特命駐箚全権大使。1999年（平成11年）外務省を退官し、同年大東文化大学国際関係学部教授に就任した。2004年（平成16年）4月から、21世紀イスラーム研究会代表幹事。
イラク大使時代に、イラクのクウェート侵攻、湾岸戦争に遭遇する。イラクの「人間の盾」作戦によって、人質にされた在留邦人の解放に尽力した。一方でイラク軍の侵攻直前に駐クウェート大使の黒川剛ともども休暇中で、任地に不在であったことについて、小室直樹は外務省ならびに外務官僚の歴史的機能不全として批判している。

## 同期
- 林貞行（駐英大使、外務事務次官、外務審議官）
- 福田博（最高裁判所裁判官、外務審議官）
- 谷野作太郎（駐中国大使、駐印大使、内閣外政審議室長）
- 数原孝憲（青年海外協力隊事務局長、駐アイルランド大使、駐ナイジェリア大使）
- 小野寺龍二（駐墺大使）
- 太田博（駐タイ大使、駐サウジアラビア大使）
- 伊藤憲一（日本国際フォーラム理事長、青山学院大学教授）
- 小西芳三（駐ペルー大使）
- 古川栄一（日本国際戦略センター設立）

## 著書
- JAPAN and the MIDDLE EAST （英文、共著、1994年、中東調査会）
- 『人質と共に生きて』（1994年、毎日新聞社）
- 『トン考―ヒトとブタをめぐる愛憎の文化史』（共著、2001年、アート・ダイジェスト）
- 『アラビスト外交官の中東回想録』（2005年、明石書店）